# محمدعلی بارفروشی
محمدعلی بارفروشی (زادهٔ ۱۲۳۸ قمری) معروف به قدوس از شاگردان سید کاظم رشتی، از اولین گروندگان به آئین باب و نوزدهمین نفر از حروف حی واحد اول است. سرانجام بارفروشی در سن ۲۷ سالگی، پس از جنگ قلعهٔ طبرسی و به دستور سعیدالعلماء در سبزه‌میدان بابل اعدام شد.

## زندگی

### کودکی تا جوانی
میرزا محمدعلی بارفروشی ملقب به قدوس در سال ۱۲۳۸ هجری قمری (۱۸۲۲ میلادی) در آق‌رود شهر بارفروش (بابل فعلی) به دنیا آمد. پدرش محمدصالح، کشاورزی امی و سخت‌کوش و مادرش از سادات حسنی بود و نسبش به پیشوای دوم شیعیان حسن مجتبی می‌رسید. میرزا محمدعلی مادرش را در کودکی از دست داد و پدر، همسری دیگر اختیار کرد که او همچون مادر با قدوس مهربان بود. محمدعلی از کودکی میل شدیدی به فراگیری علوم دینی داشت. مقدمات تحصیل را در بابل فراگرفت و در دوازده سالگی از بابل خارج شده، در ساری و سپس در مشهد در مدرسهٔ میرزا جعفر به مدت شش سال به ادامهٔ تحصیل پرداخت. از همان دوران نوجوانی آثار پارسایی و پاکدامنی در او دیده می‌شد که او را از سایر همسالان و دیگر شاگردان ممتاز و مشخص می‌نمود.

### دوران جوانی: از کربلا تا بازگشت به بابل
پس از بازگشت و اقامتی کوتاه‌مدت در زادگاه خویش، در سن هجده سالگی از بابل به کربلا رفت و در زمرهٔ شاگردان سید کاظم رشتی قرار گرفت. شوقی افندی از او به عنوان محترم‌ترین شاگردان سید کاظم رشتی یاد می‌کند. چهار سال در کربلا در کلاس درس سید کاظم رشتی به یادگیری علوم دینی رایج آن زمان مشغول بود و مطابق شیوهٔ علاقه‌مندان به عرفان در آن زمان بارها در مسجد کوفه معتکف گردید. او کمتر به علوم مرسوم علاقه نشان می‌داد و اصولاً شیفتهٔ حکمت و عرفان الهی بود. این است که ملامحمد حمزه شریعتمدار از علمای برجستهٔ بابل در کتاب اسرارالشهادت تصریح نموده که وی درس متعارف نخوانده مگر تا سیوطی و حاشیه. وی از کربلا به بابل بازگشت و در منزل پدر اقامت گزید و اوقات را به عبادت و ریاضت و دعا و عزلت گذراند. شخصیت وی سبب اکرام و احترام بسیاری از جمله ملا محمد حمزه مذکور گردید که با وجود تقدم سنی زیادش با قدوس، در مجالس او را بر خود مرجح و گرامی می‌داشت. اما از سوی دیگر تجلیل ملا محمد حمزه سبب حسادت سعیدالعلماء از دیگر علمای بابل شد زیرا می‌دید جوانی با تحصیلاتی اندک بیش از وی مورد توجه و احترام قرار گرفته‌است. گرچه قدوس با ارسال نامه‌هایی سعی در کاستن حسد او نمود و سعیدالعلماء را با زبان شفقت و پند از رفتار نامناسبش برحذر داشت ولی اثر و ثمری حاصل نشد. (نامه‌های قدوس مفصل بوده و در کتاب ظهور الحق جلد سوم صفحات ۴۰۷ تا ۴۱۸ نقل شده‌است). چندین ماه در بابل بدین منوال گذشت تا آن‌که خبر درگذشت سید کاظم رشتی (متوفی به سال ۱۲۵۹ هجری قمری) را شنید.

### ایمان به سید علی‌محمد باب
در سال ۱۲۶۰ هجری قمری، قدوس برای رفتن به مکه و انجام حج کعبه از بابل خارج شد تا از طریق شیراز و بوشهر و با کاروان حجاج از طریق سفر دریا به حجاز وارد شود. به محض ورود به شیراز در یکی از کوچه‌های آن شهر، دوست و هم‌مکتبی سابق خود ملاحسین بشرویه را ملاقات نمود که با فاصله‌ای با سید علی‌محمد باب عازم خانهٔ او بود. قدوس، ملاحسین را در آغوش کشید و از موعود شیعیان که سید کاظم رشتی خبر نزدیکی ظهور او را می‌داد پرسید. ملاحسین مطابق دستوری که باب به او داده بود از ذکر نام و نشان، خودداری کرد و از او خواست که ابتدا استراحت کند و از رنج سفر بیاساید و بعد در این باره گفت‌وگو کنند. در همین اثناء باب به آن دو رسید و بدون نظر یا عکس‌العملی از ایشان گذشت. چون چشم قدوس بر باب افتاد ضمن اشاره به او به ملاحسین گفت که چرا موعود را از وی مخفی می‌کند که در شرق و غرب عالم حق از این جوان برون نیست. چون ملاحسین صحبت‌های قدوس را به باب گفت او در پاسخ اظهار داشت که از این امر تعجب نکند زیرا در عوالمی که ناشناخته برای اکثر مردم است با قدوس گفت‌وگو کرده و ورودش را منتظر بوده‌است. باب او را آخرین نفر از ۱۸ مؤمن اولیهٔ (حروف حی) خود مقرر داشت و در پاره‌ای از نامه‌ها و نوشته‌هایش از او به اسم‌الله الآخر یاد نمود. قدوس در زمان گرویدن به سید باب ۲۲ سال سن داشت.

### سفر مکه
با تکمیل شدن هجده مؤمن اولیه (حروف حی)، سید باب برای هر یک از آن هجده نفر وظیفه‌ای را در نظر گرفت. از جمله به اولین مؤمن خود یعنی ملاحسین بشرویه مأموریت داد که به تهران سفر کند و به میرزا حسینعلی نوری (که بعدها به بهاءالله معروف شد) پاره‌ای از آیات و نوشته‌هایش را بدهد و به او تأکید کرد که تا پیش از رسیدن خبر ملاقات او با بهاءالله، عازم سفر حج نخواهد شد. پس از وصول نامهٔ موفقیت ملاحسین، سید باب به همراهی قدوس و غلام حبشی عازم سفر حج شدند. در بوشهر سوار بر کشتی بادبانی شده و از طریق خلیج فارس به سوی مسقط و جده حرکت کردند. سفر دریایی نزدیک به دو ماه طول کشید. پس از ورود به جده، لباس احرام پوشیدند و سید باب سوار بر شتر به سوی مکه عزیمت نمود. قدوس از جده تا مکه مهار شتر سید باب را در دست داشت و علی‌رغم اصرار باب برای سوار شدن بر شتر این راه را پیاده طی کرد و هرگز از خستگی راه و مشقت ناشی از سفر شکایت ننمود. پس از اتمام مناسک حج، سید باب نامه‌ای مبتنی بر قائمیت خود به شریف مکه (محمد بن عون) نوشته (دسامبر ۱۸۴۴ میلادی) و قدوس را مأمور نمود تا شخصاً نامه را به شریف مکه بدهد. پس از چند روز قدوس جهت دریافت پاسخ نزد او رفت. اما شریف، نامه را نخوانده و جوابی ننوشته بود. سید باب به همراهی قدوس از مکه به مدینه و سپس به جده بازگشت و با کشتی به بوشهر بازگشت.

### شیراز
در بوشهر قدوس پس از حدود هقت ماه (شمسی) همراهی با سید باب از او جدا شد. پیش از جدایی، سید باب با سخنان خود، به قدوس شجاعت بیشتری بخشید و از اتفاقات سختی که در زندگی آیندهٔ او رخ خواهد داد وی را آگاه ساخت. اما به او مژده داد که موهبت‌های خداوندی همواره با وی خواهند بود و در آیندهٔ بسیار نزدیک موفق به دیدار فرستادهٔ حق خواهد شد و سرانجام به سبب ایمانش کشته خواهد شد.
همچنین نامه‌ای جهت دایی خود، آقا سید علی شیرازی مبتنی بر خبر ورود سلامت خود نوشته به همراه یکی از آثار خود به نام خصائل السبعه (شعائر هفتگانه) به قدوس تقدیم داشت. قدوس در شیراز ابتدا به منزل دایی سید باب رفت و نامه و پیام خواهرزادهٔ وی را به اطلاعش رساند که منجر به گرویدن وی به آیین بابی شد. از آنجا نزد ملا صادق خراسانی پیشنماز یکی از مساجد شهر که بابی شده بود رفته و دستور سید باب در شعائر هفتگانه، مبنی بر افزودن جملهٔ اشهد ان علی قبل محمد باب بقیةالله بر فقرات اذان و خواندن قسمت‌هایی از کتاب احسن القصص بر فراز منبر را اعلام داشت. نتیجهٔ انجام این اعمال دستگیری ملا صادق و قدوس و فردی دیگر بود که حکمران شیراز دستور حبس و زندانی کردن آن‌ها را داد. روز بعد (۲ شعبان ۱۲۶۱ هجری قمری برابر با ۱۶ اوت ۱۸۴۵ میلادی) ریش‌های آن سه نفر را با هدف تحقیر، سوزاندند و چهره‌هایشان را سیاه کردند و با غل و زنجیر و با بینی مهار شده در شهر چرخاندند. برخی از مردم نیز با لعن و نفرین و پرتاب سنگ به افزودن آزار آن‌ها پرداختند. این آزارها و شکنجه‌ها سه روز ادامه یافت تا آن‌که به امر والی شیراز از شهر اخراج شدند. (شرح این رویداد چند ماه بعد در روزنامهٔ تایمز لندن به تاریخ چهارشنبه ۱۹ نوامبر ۱۸۴۴ درج گردید).

### دیدار با بهاءالله
پس از اخراج از شیراز قدوس به کرمان و پس از چندی به یزد و سپس به اردکان، نائین، اردستان، اصفهان، کاشان، قم و سرانجام به تهران رفت. در تهران چند روزی میهمان بهاءالله بود و وعدهٔ سید باب در هنگام خداحافظی در بوشهر در مورد او به وقوع پیوست. طی این اقامت بود که میرزا موسی کلیم، برادر بهاءالله نیز با قدوس آشنا شده و تحت تأثیر شخصیت وی قرار گرفت و از او به‌عنوان انسانی نمونه در پاکدامنی و پارسایی یاد نمود.

### واقعهٔ بدشت
بارفروشی در گردهمایی بدشت نقش مخالف طاهره قرةالعین را داشت. بابی‌ها اعتقاد دارند که قدوس در واقعهٔ گردهمایی بدشت به‌صورت مصلحتی در زمان سخنرانی قرةالعین حضور نداشته و بعداً با یکدیگر مباحثه نموده و صحت گفتار قرةالعین را تأیید نمودند.

### اعدام
شهاب فردوسی کشته شدن بارفروشی را در جنگ جنگ قلعهٔ شیخ طبرسی مازندران می‌دانند.
سرانجام بارفروشی در سن ۲۷ سالگی در سبزه‌میدان بابل اعدام شد.
ادوارد براون سرانجام واقعهٔ جنگ قلعهٔ طبرسی و ماجرای اعدام محمدعلی بارفروشی را این‌گونه شرح می‌دهد:

#### سعیدالعلماء و بابیان
محمدعلی بارفروش (ملقب به قدوس) یکی از روحانیون برجسته بارفروش و بزرگ جنبش بابیان در مازندران بود. یک صبح، پس از آن‌که قدوس تعلیمات خود را داده بود، ملاحسین بشرویه در هنگام طلوع خورشید برخاست و به اتفاق چند تن از دوستان بابی‌اش، به طرف منزل سعیدالعلماء رفت. ملاحسین وقتی به خانهٔ وی رسید، دید که گرداگرد سعیدالعلماء را شاگردان و مریدانش دربر گرفته‌اند. ملاحسین پیغامش را رساند. او سعیدالعلماء را نصیحت کرد که «اوهام بیهوده» را از قلبش پاک کند و قدرت «دین جدید خدا» را تصدیق کند.

هنگامی که سعیدالعلماء متوجه شد که شاهزاده، درخواست قدوس را برای فرستاده شدن به تهران و محاکمه شدن در نزد شاه، پذیرفته‌است، به شاهزاده نامه‌ای به این مضمون نوشت: 
آگاه باش که در این موضوع مداخله نکنی، چرا که او ظاهری موجه و زبانی فریبنده دارد. اگر به وی اجازه داده شود تا در محضر اعلی حضرت ظاهر شود، مطمئناً وی را گمراه خواهد کرد. او را نزد من بفرست و من به تو ۱۰۰۰ تومان می‌دهم.
شاهزاده ۱۰۰۰ تومان (در برخی گزارش‌ها ۴۰۰ تومان) را پذیرفت و قدوس را به سعیدالعلماء تحویل داد.
منابع اسلامی معتقدند که، پس از مدت چهار ماه که قلعه محاصره شده بود، افراد داخل قلعه خود را تسلیم کردند و سعیدالعلماء و دیگر علما، آن‌ها را در محکمه، محکوم و محمدعلی بارفروشی (معروف به قدوس) که از نظر بابیان محمد، عیسی و مهدی است، را اعدام کردند.
سید علی‌محمد باب زمانی‌که ۲ سال قائمیت به اتمام رسید و مقام الوهیت خود را اعلام کرد، در کتاب پنج شأن این‌چنین گفت:
من خلعت قائمیت را برداشتم و باید فردی از مؤمنین این لباس را به تن کند «قل قدوسُ قدوسُ قدوس»
بر همین اساس پیروان کتاب بیان اعتقاد دارند که سید علی‌محمد باب قائمیت را به قدوس اعطاء نموده و قدوس نیز مطابق روایت‌های اسلامی به‌دست سعیدالعلماء کشته شده‌است.

## آثار
- آثار القدوسیه